# 八王子市立散田小学校
八王子市立散田小学校（はちおうじしりつ さんだしょうがっこう）は、東京都八王子市散田町にある公立小学校。
2023年（令和5年）4月1日現在、学級数23、生徒数545人、教職員数53人である。